# Food and Bioprocess Technology
Food and Bioprocess Technology est une revue scientifique bimensuelle à comité de lecture qui publie des articles de recherches originales dans le domaine des technologies agroalimentaires.
D'après le Journal Citation Reports, le facteur d'impact de ce journal était de 2,238 en 2009. L'actuel directeur de publication est Da-Wen Sun (University College Dublin, Irlande).